# Reflujo faringolaríngeo
El reflujo faringolaríngeo (RFL), también llamado Síndrome de Cherry, se refiere al flujo retrógrado de los contenidos gástricos al tracto aero digestivo superior que provoca una variedad de síntomas como la tos, ronquera y sibilancia, entre otros. Puede ser una relevante comorbilidad con el asma. Aunque pirosis es el síntoma primario entre las personas con reflujo gastroesofágico, está presente en menos de 50% de los pacientes con reflujo laringofaríngeo.

## Contexto
El reflujo gastroesofágico fue reconocido como entidad clínica a mediados de los años 30 y hoy en día es la enfermedad del tracto gastrointestinal superior más prevalente en la práctica clínica. Alrededor del mismo tiempo, en 1934,  Bray propuso un vínculo entre síntomas intestinales y la enfermedad respiratoria. Por primera vez en 1968, Cherry reportó ulceraciones y granulomas laríngeos relacionadas con el ácido estomacal. Estudios posteriores proponían que el reflujo podría ser un factor contribuyente a otras condiciones laríngeas y respiratorias. En 1979, Pellegrini y DeMeester fueron los primeros en documentar el vínculo de estos síntomas y el reflujo de los contenidos gástricos. Además, comprobaron que el tratamiento del reflujo resulta en la eliminación de los síntomas respiratorios. 
Las personas que padecen de reflujo gastroesofágico suelen tener síntomas como daño esofágico resultante del ácido estomacal que sube hasta el esófago. El ácido puede irritar los tejidos del esófago, lo cual resulta en dolor de garganta y tos persistente. En los pacientes que padecen del reflujo laringofaríngeo, es más probable que experimenten síntomas como resultado del ácido estomacal que llega hasta la laringe. 
En los últimos años, se ha hecho evidente que el ácido estomacal es solo una parte de la ecuación. La investigación propone que la enzima gástrica pepsina tiene un papel crucial en el complejo mecanismo del reflujo laringofaríngeo. El cuerpo produce pepsina en el estómago para digerir las proteínas. Durante los episodios de reflujo, la pepsina llega a la vía respiratoria donde destruye proteínas dentro de células mucosas causando daño. La actividad de la pepsina está correlacionada con la acidez del ambiente. Cada vez que se consume algo ácido o hay reflujo, se activa la pepsina y los síntomas se empeoran. 

## Señales y Síntomas
Síntomas extraesofágicos son resultados de la exposición del tracto aerodigestivo superior a los jugos gástricos. Esto provoca una variedad de síntomas como la ronquedad, goteo nasal posterior, dolor de garganta, mal aliento, disfagia, dispepsia, sibilancia, tos, globo faríngeo y carraspeo crónico. Algunas personas con reflujo laringofaríngeo tienen pirosis, mientras otras no lo tienen o lo tienen poco. Esto es porque el contenido del reflujo no permanece mucho tiempo en el esófago. En otras palabras, el ácido no tiene suficiente tiempo para irritar el esófago. Los adultos que padecen de reflujo suelen experimentar un sabor ácido de bilis emanando del fondo de la garganta. Frecuentemente esto está acompañado por la sensación de tener un nudo en la garganta, lo cual hace difícil tragar. La garganta puede también arder y respirar puede ser difícil. Estos síntomas son más prevalentes poco después del despertarse. El reflujo laringofaríngeo también puede causar sinusitis.

## Diagnóstico
Debido a las múltiples posibles etiologías por los síntomas respiratorios y laríngeos,  establecer el reflujo laringofaríngeo como la causa basándose solamente en los síntomas es poco fiable. Descubrimientos laringoscópicos como eritema, edema, granulomas laríngeos y hipertrofia interaritenoidea se han usado para establecer un diagnóstico. Sin embargo, estos descubrimientos no son específicos para nada, y se han descrito en la mayoría de los sujetos asintomáticos que se realizan un laringoscópio. Se ha propuesto la mejora con terapia de supresión de ácido como herramienta diagnóstica para confirmar el diagnóstico de reflujo laringofaríngeo, pero los estudios han demostrado que la reacción a tal terapia en pruebas empíricas/ensayos empíricos (como también con los inhibidores de la bomba de protones) en estos pacientes es a menudo decepcionante. Varios estudios han subrayado la importancia de medir la exposición esofágica o, idealmente, faríngea al ácido en pacientes con reflujo laringofaríngeo para documentar el reflujo como la causa de los síntomas. 
Antes de que un diagnóstico se pueda hacer, el médico necesitará apuntar el historial médico del paciente y pedir detalles acerca de los síntomas que el paciente está experimentando. Después, el médico necesitará realizar un examen físico con concentración especial en la cabeza y el cuello. Puede que el médico necesite usar una cámara especializada hecha de hilos de fibra óptica. Esta se introduce suavemente en la garganta del paciente mientras muestra las imágenes en un monitor. Esto permite al médico una mirada más clara a la garganta y especialmente a la laringe. Señales indicadoras incluyen rojez, hinchazón, y irritación evidente. Al llegar a un diagnóstico, el médico propondrá un método de tratamiento. 
Tratamiento
El manejo de síntomas para los pacientes dentro de este subgrupo del espectro de ERGE es difícil. Una vez identificados estos pacientes, se recomiendan cambios de comportamiento incluyendo la pérdida de peso y cambios dietéticos. Los inhibidores de la bomba de protones se han demostrado ineficaces en los niños muy jóvenes, y son de incierta eficacia en los jóvenes, para quienes su uso no es recomendado. Cuando el manejo médico falla, se puede ofrecer una funduplicatura de Nissen. Aunque puede que los inhibidores de la bomba de protones provean beneficios clínicos limitados en algunos adultos, hay insuficiente evidencia para apoyar el uso rutinario de ellos. Muchos estudios demuestran que los inhibidores de la bomba de protones no son más eficaces que el placebo en el tratamiento de reflujo laringofaríngeo.